# Соколиный Камень
Соколиный Камень — скала на Среднем Урале, в муниципальном округе Первоуральск Свердловской области России. Геоморфологический, ботанический и археологический природный памятник, место туризма и экскурсий.

## Географическое положение
Скала Соколиный Камень расположена в 5 километрах от посёлка Северка и железнодорожной станции Северка, на левом берегу реки Северка (левый приток реки Решётка).

## Описание
Скала представляет собой нагромождение серых гранитных камней. Крупные глыбы гранита округлых очертаний образуют пирамиду высотой в 25 метров. Наверху довольно большая площадка откуда открывается вид на местность, в ясную погоду видно высотные дома Екатеринбурга. Один из камней наверху скалы напоминает сокола. Комплекс скальной флоры. Упоминается в народных легендах. Имеется обзорная площадка на вершине.
На вершине горы нагромождены каменные глыбы и скалы. А сама гора сложена гранодиоритами, которые сильно подвержены выветриванию, и в результате образуют не матрацевидные скалы, как на Чертовом городище, а округлые глыбы. По Соколиному камню в окрестностях Екатеринбурга проходит западная граница обширного Верх-Исетского гранитного массива.
Скала с окружающими лесами относится к геоморфологическому, ботаническому и археологическому памятнику природы регионального значения.

## История
Название скала получила в связи с тем, что одна из её сторон напоминает сокола.